# Liste des clochers-murs de l'Ain
Cet article recense les édifices religieux de l'Ain, en France, munis d'un clocher-mur.

## Liste
| Édifice                                                       | Commune                  | Notes             | Coordonnées                      | Photo |
| ------------------------------------------------------------- | ------------------------ | ----------------- | -------------------------------- | ----- |
| Église Saint-Michel de Brens                                  | Brens                    |                   | 45° 43′ 14″ nord, 5° 41′ 43″ est |       |
| Église Notre-Dame-de-l'Assomption de La Chapelle-du-Châtelard | La Chapelle-du-Châtelard |                   | 46° 04′ 09″ nord, 5° 01′ 27″ est |       |
| Chapelle Saint-Martin de Génissiat                            | Injoux-Génissiat         |                   | 46° 03′ 03″ nord, 5° 48′ 22″ est |       |
| Chapelle Saint-Roch de Posafol                                | Lagnieu                  |                   | 45° 53′ 11″ nord, 5° 18′ 52″ est |       |
| Église Saint-Pierre de Marignieu                              | Marignieu                |                   | 45° 47′ 48″ nord, 5° 43′ 09″ est |       |
| Église Saint-Pierre de Nattages                               | Parves et Nattages       |                   | 45° 43′ 50″ nord, 5° 45′ 51″ est |       |
| Église Sainte-Madeleine de Pouillat                           | Pouillat                 |                   | 46° 19′ 40″ nord, 5° 25′ 43″ est |       |
| Église Saint-Georges de Pugieu                                | Pugieu                   |                   | 45° 49′ 14″ nord, 5° 38′ 55″ est |       |
| Chapelle Notre-Dame-du-Sacré-Cœur de Dingier                  | Salavre                  |                   | 46° 21′ 42″ nord, 5° 22′ 03″ est |       |
| Chapelle Saint-Christophe de Brénaz                           | Sault-Brénaz             |                   | 45° 51′ 46″ nord, 5° 24′ 01″ est |       |
| Chapelle de Crept                                             | Seillonnaz               |                   | 45° 47′ 09″ nord, 5° 29′ 29″ est |       |
| Chapelle Saint-Pierre du Monetay                              | Val-Revermont            |                   | 46° 16′ 22″ nord, 5° 21′ 23″ est |       |
| Église Notre-Dame-de-l'Assomption de Vieu                     | Valromey-sur-Séran       |                   | 45° 53′ 52″ nord, 5° 40′ 58″ est |       |
| Église Saint-André de Fitignieu                               | Valromey-sur-Séran       |                   | 45° 55′ 40″ nord, 5° 39′ 54″ est |       |
| Église Saint-Oyen de Vongnes                                  | Vongnes                  | Inscrit MH (1976) | 45° 48′ 45″ nord, 5° 43′ 29″ est |       |